# UFC 53
UFC 53: Heavy Hitters（ユーエフシー・フィフティスリー：ヘヴィ・ヒッターズ）は、アメリカ合衆国の総合格闘技団体「UFC」の大会の一つ。2005年6月4日、ニュージャージー州アトランティックシティのボードウォーク・ホールで開催された。

## 大会概要
メインイベントのUFC世界ヘビー級暫定王座タイトルマッチでは、暫定王者アンドレイ・アルロフスキーが挑戦者ジャスティン・エイラーズを降し、暫定王座の初防衛に成功した。
UFC世界ミドル級タイトルマッチでは、挑戦者リッチ・フランクリンが王者エヴァン・タナーを降し、第4代UFC世界ミドル級王者となった。

## 試合結果

### プレリミナリィカード
第1試合 ウェルター級 5分3R
○  ニック・ディアス vs.  大石幸史 ×
1R 1:24 KO（パウンド）
第2試合 ミドル級 5分3R
○  デビッド・ロワゾー vs.  チャールズ・マッカーシー ×
2R 2:10 KO（右バックスピンキック）
第3試合 ミドル級 5分3R
○  ネイサン・クォーリー vs.  ショーニー・カーター ×
1R 2:37 TKO（レフェリーストップ：スタンドパンチ連打）

### メインカード
第4試合 ヘビー級 5分3R
○  ポール・ブエンテロ vs.  ケビン・ジョーダン ×
1R 4:00 フロントチョーク
第5試合 ライトヘビー級 5分3R
○  フォレスト・グリフィン vs.  ビル・マフッド ×
1R 2:18 チョークスリーパー
第6試合 UFC世界ミドル級タイトルマッチ 5分5R
○  リッチ・フランクリン vs.  エヴァン・タナー ×
4R 3:25 TKO（ドクターストップ）
※フランクリンが王座獲得に成功
第7試合 ウェルター級 5分3R
○  カロ・パリジャン vs.  マット・セラ ×
3R終了 判定3-0（30-27、30-27、29-28）
第8試合 UFC世界ヘビー級暫定タイトルマッチ 5分5R
○  アンドレイ・アルロフスキー vs.  ジャスティン・エイラーズ ×
1R 4:10 TKO（レフェリーストップ：パウンド）
※アルロフスキーが王座の初防衛に成功